# 托克西尼-圣博
托克西尼-圣博（法語：Tauxigny-Saint-Bauld，法語發音：[toksiɲi sɛ̃ bo]）是法国安德尔-卢瓦尔省的一个市镇，位于该省中南部偏东，属于洛什区。

## 历史
托克西尼-圣博成立于2018年1月1日，由托克西尼（Tauxigny）和圣博（Saint-Bauld）两个市镇合并而成，其中托克西尼为政府驻地。

## 地理
托克西尼-圣博（47°12'50"N, 0°50'4"E）面积40.94 平方千米，位于法国中央-卢瓦尔河谷大区安德尔-卢瓦尔省，该省份为法国中西部省份，北起萨尔特省、东北接卢瓦-谢尔省，东南接安德尔省，南至维埃纳省，西临曼恩-卢瓦尔省。
与托克西尼-圣博接壤的市镇（或旧市镇、城区）包括：科尔默里、库尔赛、安德尔河畔雷尼亚克、多吕勒塞克、芒特朗、勒卢鲁、卢昂、圣布朗。
托克西尼-圣博的时区为UTC+01:00、UTC+02:00（夏令时）。

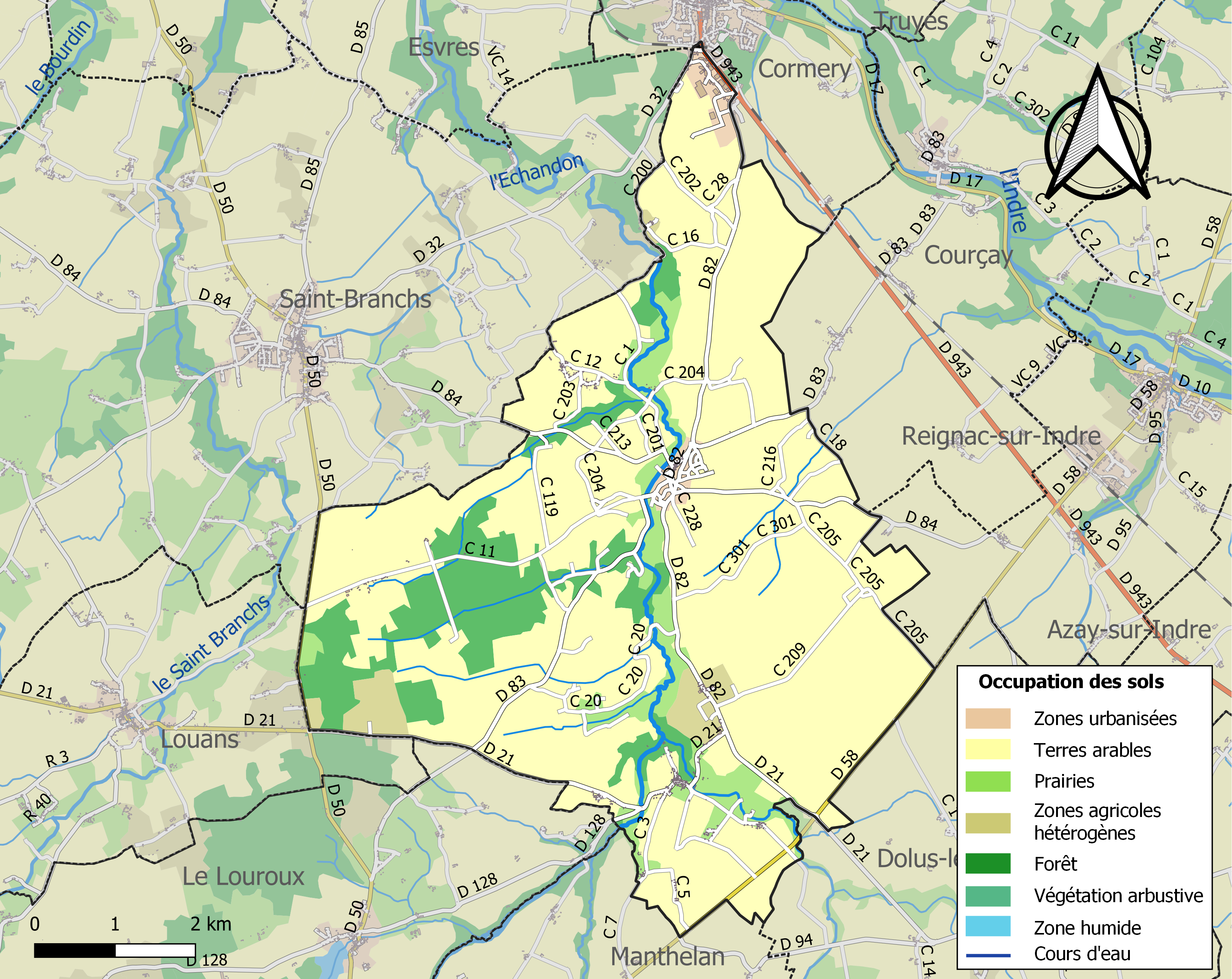
托克西尼-圣博的OSM定位图

## 行政
托克西尼-圣博的邮政编码为37310，INSEE市镇编码为37254。

## 政治
托克西尼-圣博所属的省级选区为洛什县。

## 人口
托克西尼-圣博于2022年1月1日时的人口数量为1683人。